# 441

441(사백사십일)은 440보다 크고 442보다 작은 자연수다.

## 수학
- 합성수로, 그 약수는 1, 3, 7, 9, 21, 49, 63, 147, 441이다. 진약수의 합은 300이므로, 441은 부족수다.
- 21번째 제곱수(212)다. 앞의 제곱수는 400, 다음 제곱수는 484다.
- {\displaystyle 441=1^{3}+2^{3}+3^{3}+4^{3}+5^{3}+6^{3}}
  - 연속하는 자연수 6개의 세제곱합으로 나타낼 수 있는 가장 작은 수이며, 이 성질을 지닌 다음 수는 783이다.
- {\displaystyle 67^{3}-1}은 441로 나누어떨어진다.

## 과학
- NGC 441(영어판): 조각가자리 방향에 있는 렌즈형은하.

## 교통

### 철도
- 수도권 전철 4호선 평촌역의 역번호.

### 도로
- 고속도로 및 국도
  - 유럽 고속도로 441호선: 독일 켐니츠에서 호프까지 이어지는 유럽 고속도로.
  - 일본 441번 국도(일본어판): 에히메현 오즈시에서 고치현 시만토시까지 이어지는 일본의 국도.
- 기타 도로
  - 현도 제441호선

## 군사
- U-441(영어판, 독일어판): 제2차 세계 대전에 사용된 나치 독일의 군용 잠수함.

## 문화유산
- 대한민국의 보물 제441호: 울산 태화사지 십이지상 사리탑
- 대한민국의 사적 제441호: 시흥 오이도 유적

## 방송
- KT HCN의 영국 공영 방송인 BBC 뉴스 채널 번호.

## 작품
- 〈441(일본어판)〉: 일본의 가수 miwa의 6번째 싱글. (2011년 6월 29일 출시)

## 기타
- 연도: 441년, 기원전 441년